# Alcedo (volcan)
Pour les articles homonymes, voir Alcedo et Calderón.
L'Alcedo, aussi appelé en espagnol volcán Calderon, est un volcan d'Équateur situé sur l'île Isabela, dans les îles Galápagos. C'est un volcan bouclier dont la dernière éruption remonte à 1993.